# 狩魔冥
狩魔冥是卡普空遊戲《逆轉裁判》系列的登場角色。

## 人物
「狩魔豪」之女，生於美國，年僅13歲便在美國當上檢察官，擁有完美不敗的紀錄，人稱「天才檢察官」，繼承狩魔家的完美主義，認為法庭上除了完美的證人、完美的證物之外其他都是多餘。手持皮鞭為其最大特色，不論是法官、證人或律師，只要作出與案件無關的多餘言論或行為，都可能被皮鞭抽。從小一直以父親與御劍為人生超越目標，但兩個人皆被成步堂「打敗」，因而將成步堂視為敵人，特地回日本「復仇」，卻慘遭滑鐵盧，完美不敗紀錄被成步堂打破，看見御劍為了真相甘願捨棄檢察官的身份後，狩魔冥的內心也開始動搖，搭機返回美國繼續磨練。

### 家人
狩魔豪（かるま ごう / Karuma Gou）
狩魔冥之父，傳說中的檢查官，保持40年不敗的紀錄，執著於「完美」，為了判被告有罪而不擇手段。

### 初次登場
《逆轉裁判2》的第二話《再會，然後逆轉》

### 其他登場
- 《逆轉裁判2》第三話《逆轉馬戲團》
- 《逆轉裁判2》第四話《再見，逆轉》
- 《逆轉裁判3》第五話《華麗的逆轉》
- 《逆轉檢事》第二話《逆轉的航線》、第四話《往昔的逆轉》、第五話《燃燒的逆轉》

## 演出聲優
- 諏訪部ゆかり （逆轉裁判二、三、逆轉檢事）
- 沢城みゆき （逆轉檢事的推銷映像）
- 弓場沙織（逆轉裁判 動畫）

## 外部連結
- 狩魔冥在視覺小說數據庫的頁面（英文）